# Milan Dimun
Milan Dimun (* 19. září 1996, Košice, Slovensko) je slovenský fotbalový záložník, od léta 2016 hráč polského klubu Cracovia.

## Klubová kariéra
- MFK Košice (mládež)
- FC VSS Košice 2015–2016
- Cracovia 2016–

Dimun je odchovanec východoslovenského klubu MFK Košice (jenž se v roce 2015 přejmenoval na FC VSS Košice). V Košicích začal se seniorskou kopanou, odehrál sezónu 2015/16.

V červenci 2016 přestoupil do polského klubu Cracovia hrajícího tamní nejvyšší ligu Ekstraklasa.